# Коли (Лука) (2)
Коли (Лука) (итал. Colli) је насеље у Италији у округу Лука, региону Тоскана.
Према процени из 2011. у насељу је живело 29 становника. Насеље се налази на надморској висини од 938 м.